# Keleti prémesbogár
A keleti prémesbogár (Trichius sexualis) a rovarok (Insecta) osztályába, a bogarak (Coleoptera) rendjébe és a ganajtúrófélék (Scarabaeidae) családjába tartozó faj.

## Előfordulása
A keleti prémesbogár Európa nagy részén elterjedt, a hegyvidéki erdőkben gyakoribb.

## Megjelenése
A keleti prémesbogár 11-17 milliméter hosszú, egyszínű, fekete bogár, de az alapszínt sűrű, sárga szőrzete elfedi. Szárnyfedői sárga-fekete foltosak.

## Életmódja
A keleti prémesbogár májustól augusztusig repül. Lárvái különféle lombosfák nedvesen korhadó rönkjeiben vagy tuskóiban fejlődnek, az imágó fészkesvirágzatúak virágporával táplálkozik.